# Kanton Lanouaille
Kanton Lanouaille (francouzsky Canton de Lanouaille) je francouzský kanton v departementu Dordogne v regionu Akvitánie. Tvoří ho 10 obcí.

## Obce kantonu
- Angoisse
- Dussac
- Lanouaille
- Nanthiat
- Payzac
- Saint-Cyr-les-Champagnes
- Saint-Sulpice-d'Excideuil
- Sarlande
- Sarrazac
- Savignac-Lédrier